# Биряково
Биряково — село в Сокольском районе Вологодской области. Административный центр Биряковского сельского поселения и Биряковского сельсовета. Центр Биряковского района (1935—1959).

## География
Расположено к югу от автодороги А123.
Расстояние до районного центра Сокола по автодороге — 100 км. Ближайшие населённые пункты — Спасское, Кульсеево, Горка, Зуево.

## История
В 1935—1959 годах Биряково было центром Биряковского района.

## Население
| 2010 |
| ---- |
| 831  |

По переписи 2002 года население — 799 человек (397 мужчин, 402 женщины). Преобладающая национальность — русские (99 %).

## Инфраструктура
Личное подсобное хозяйство с зоной сельскохозяйственного использования, индивидуальная застройка усадебного типа.
Биряковский дом культуры

## Достопримечательности, памятные места
Церковь Преображения Господня в Биряково

## Транспорт
Автобусное сообщение с райцентром. Остановка общественного транспорта «Биряково».